# Salvagente anulare

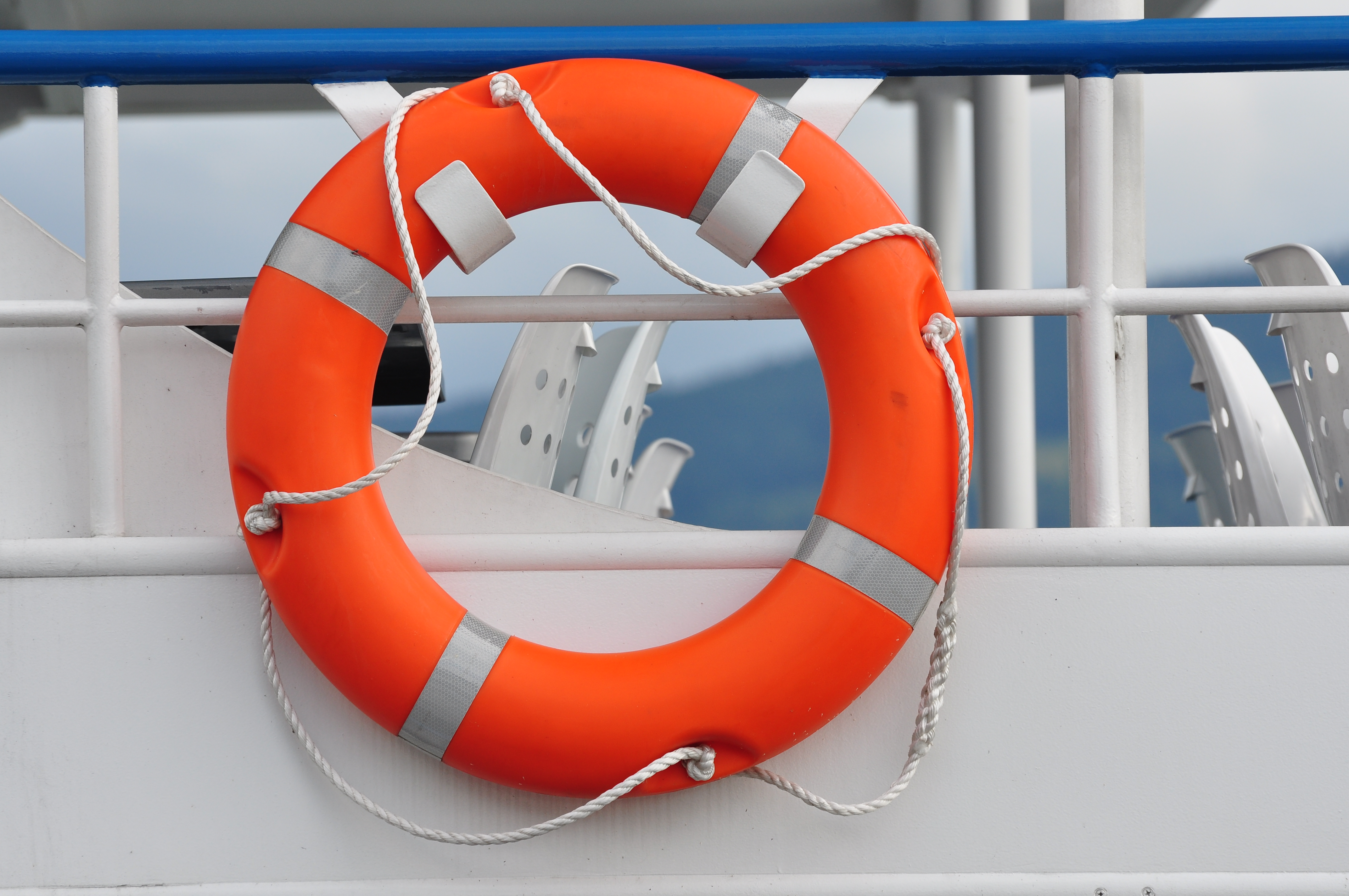
Un salvagente anulare a bordo di una nave

Il salvagente anulare (o più comunemente ciambella di salvataggio) è un galleggiante la cui presenza, in virtù di convenzioni internazionali per la salvaguardia delle vite in mare, è prevista tra le dotazioni di sicurezza di natanti, imbarcazioni e navi con lo scopo di essere usato per trarre in salvo naufraghi o persone disperse in mare (o in altri luoghi acquatici), in modo tale da tenerle a galla ed evitarne l'annegamento.

## Descrizione
Solitamente è di forma toroidale con 4 bande riflettenti ad alta visibilità ed è legato ad una cima (che per legge non deve essere inferiore ai 25 metri di altezza o alla metà del lato corto della piscina) che consente di sollevare il corpo della persona da salvare. 
Alcune versioni moderne sono dotate di boette luminose ad accensione automatica al contatto con l'acqua per facilitare le operazioni di salvataggio di notte.
Per estensione, nel linguaggio comune si definisce "ciambella di salvataggio" qualsiasi azione promossa per salvare un'attività o un'azienda dal fallimento.

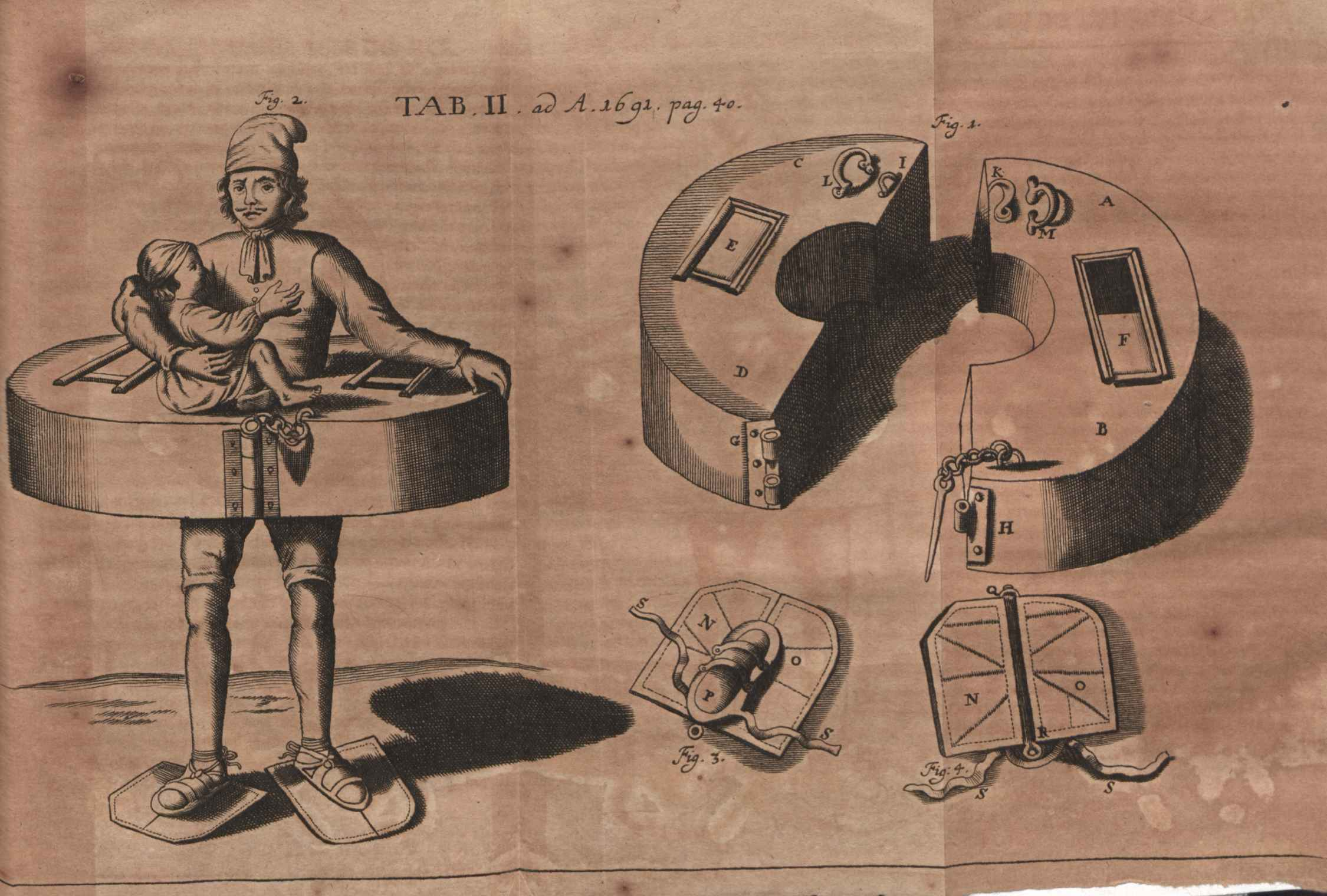
Primi studi sul salvagente in un'illustrazione degli Acta Eruditorum del 1691